# سیارک ۱۲۹۳۲
سیارک ۱۲۹۳۲ (به انگلیسی: 12932 Conedera، نامگذاری:1999TC12) دوازده هزار و نهصد و سی و دومین سیارک کشف شده‌است که در ۱۰ اکتبر ۱۹۹۹ کشف شد.
قدر مطلق سیارک برابر ۱۴٫۳۰ است.